# Umm Elgar
Umm Elgar (tiếng Ả Rập: أم الغار) là một ngôi làng Syria nằm ở Jisr al-Shughur Nahiyah ở huyện Jisr al-Shughur, Idlib. Theo Cục Thống kê Trung ương Syria (CBS), Umm Elgar có dân số 204 trong cuộc điều tra dân số năm 2004.